# Dudasowski Wierch
Dudasowski Wierch (1038 m) – szczyt na Pogórzu Spiskim, wznoszący się nad miejscowością Łapszanka, po orograficznie prawej stronie potoku o tej samej nazwie. Znajduje się w grzbiecie, który odbiega od Holowca (1035 m) w północno-zachodnim kierunku nad doliną Łapszanki i poprzez Dudasowski Wierch, Kuraszowski Wierch (1038 m) i Na Wierch (896 m) opada do miejscowości Łapsze Wyżne.
W wielu przewodnikach i mapach turystycznych, a także w opracowaniach naukowych Kuraszowski Wierch uznawany jest za najwyższy szczyt polskiej części Pogórza Spiskiego (np. tak podaje Jerzy Kondracki), tymczasem wyższy jest Górków Wierch (1046 m)  (mapa Podhala, Spiszu i Orawy), leżący w głównym grzbiecie Magury Spiskiej. Według dokładnej mapy Geoportalu (skala 1:5 000) Dudasowski Wierch, znajdujący się w tym samym grzbiecie co Kuraszowski Wierch, nieco na południe od niego jest niemal tej samej wysokości. Geoportal dla Kuraszowskiego Wierchu podaje wysokość 1037,6 m, dla Dudasowskiego Wierchu 1037,8 m.
Dudasowski Wierch ma 3 wierzchołki (1038 m, 1026 m i 1021 m). Najwyższy jest północny, od strony Kuraszowskiego Wierchu. Środkowy wierzchołek Dudasowskiego Wierchu jest zwornikiem. W północno-wschodnim kierunku odchodzi od niego zalesiony grzbiet oddzielający od siebie doliny potoku Kotarne i Strzyżawkowego Potoku. Wszystkie trzy wierzchołki, podobnie, jak ich południowo-zachodnie stoki opadające do doliny Łapszanki są w dużym stopniu bezleśne, zajęte przez pola i łąki miejscowości Łapszanka. Również po południowo-wschodniej stronie Dudasowskiego Wierchu za niewielkim pasem lasu znajduje się duża polana Sikowiska. Jednakże polany i pola stopniowo zarastają lasem, gdyż z powodu nieopłacalności ekonomicznej wiele pól i łąk przestaje być użytkowana.
Pod koniec 1944 r. Niemcy za pomocą przymusowo spędzonej do pracy miejscowej ludności wykonali ziemne okopy ciągnące się od Trybsza przez Łapsze Wyżne i grzbiet Kuraszowskiego Wierchu po Holowiec. W 1945 bronili się w nich przed armią radziecką kilka dni. Okopy te w niektórych miejscach zachowały się do dzisiaj (tam, gdzie nie przeszkadzały potem miejscowej ludności w uprawie pól). Ich przebieg przedstawia tablica informacyjna przy kapliczce na Przełęczy nad Łapszanką.